# راغب دويدار
الدكتور محمد راغب دويدار (10 يناير 1927 ـ 27 يوليو 2016) هو طبيب مصري، كان استشاريًا لطب وجراحة العيون بوزارة الصحة. شغل منصب وزير الصحة في الفترة من 11 نوفمبر 1986 إلى 13 أكتوبر 1993، وذلك في وزارتي عاطف صدقي الأولى (11 نوفمبر 1986 ـ 13 أكتوبر 1987) والثانية ( 13 أكتوبر 1987 ـ 13 أكتوبر 1993).

## تدرجه العلمي والوظيفي
حصل دويدار على درجة البكالوريوس في الطب والجراحة سنة 1952، ثم نال دبلوم طب وجراحة العيون من جامعة القاهرة سنة 1961. عمل طبيبًا بمستشفيات وزارة الصحة والقوات المسلحة، ثم عُين سنة 1967 مديرًا عامًا بالتأمين الصحي، فوكيلًا لوزارة الصحة سنة 1971، ثم رئيسًا لمجلس إدارة المؤسسة العلاجية، قبل أن يرتقي إلى منصب وزير الصحة في نوفمبر 1986.

## الجوائز والأوسمة
- وسام الجمهورية من الطبقة الأولى[2]
- نوط الامتياز من الطبقة الأولى[2]
- وسام جوقة الشرف من رتبة فارس (فرنسا)[2]

## أسرته
والده هو المستشار راغب بك دويدار رئيس محكمة الاستئناف الأسبق، ووالدته فاطمة هانم السباعي غنيم. تزوج من نبيلة إبراهيم زكي وأنجب منها ولدين هما خالد، أستاذ العمارة بكلية هندسة جامعة عين شمس وحازم أستاذ الأنف والأذن والحنجرة بكلية طب قصر العيني.

## وفاته
توفي الدكتور راغب دويدار يوم الأربعاء 27 يوليو 2016 عن عمر يناهز 89 عامًا، وشيعت جنازته في اليوم ذاته من مسجد مصطفى محمود بالمهندسين.